# Barcella (zanger)
Barcella (Reims, 11 mei 1981), de artiestennaam  van Mathieu Ladevèze, is een Frans singer-songwriter.

## Biografie
Barcella neemt deel aan een aantal festivals ( Francofolies, Le Cabaret Vert, Sémaphore en Chanson, Paléo Festival...) en heeft geopend voor Jacques Higelin, Francis Cabrel, Sanseverino, Cali, Tryo, Zebda en Thomas Dutronc.
In 2016 creëerde hij het Charabia festival in Reims, gewijd aan het Franse chanson en poëzie. Hij werd lid van Collectif 13, een groep bestaande uit leden van Tryo, La Rue Ketanou, Massilia Sound System en Pied de la pompe.

## Discografie

### Albums
- 2010 : La Boîte à musiques

- 2012 : Charabia
- 2014 : Puzzle
- 2018 : Soleil
- 2023 : Mariposa